# Hatti (peuple)
Pour les articles homonymes, voir Hatti.

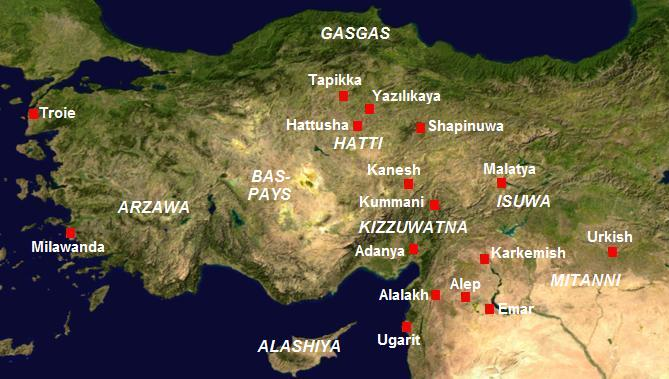
Anatolie hittite

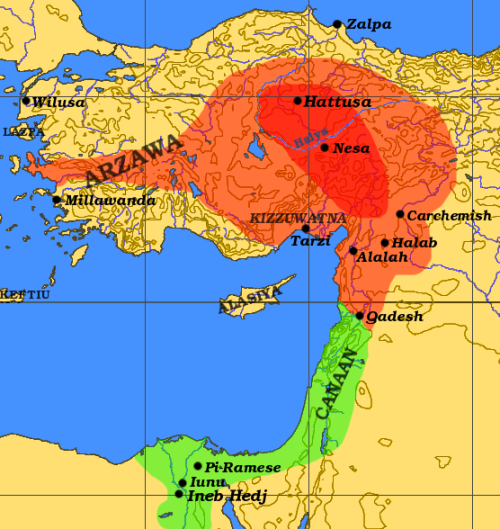
L'empire Hittite (rouge) succède aux Hattis (-1290)

Les Hattis sont un peuple disparu, ayant habité l'Anatolie centrale. Il faut les distinguer du peuple hittite, peuple contemporain qui a soumis le peuple hatti.

## Terminologie
Le terme Hittites nous est parvenu par la Bible et les sources de l'Orient Ancien en général, et il qualifie un peuple indo-européen d'Anatolie. Leur langue, que l'on nomme aujourd'hui hittite, était appelée nesili (nésite) par les Hittites eux-mêmes, en rapport avec la ville de Nesa (Kanesh). Ce qu'ils appelaient hattili (langue hatti) était en fait la langue non indo-européenne d'un peuple vivant dans la région de Hattusa (région aussi appelée Hatti dans les textes antiques) en Anatolie centrale. Hattusa devient ensuite la capitale du royaume dirigé par une population indo-européenne que les historiens modernes désignent comme les « Hittites ».

## Qui étaient les Hattis?
Le peuple hatti reste très mal connu. On considère généralement qu'ils occupent l'Anatolie depuis plus longtemps que certaines populations indo-européennes, en premier lieu les Hittites mais aussi les Palaïtes, car ceux-ci leur ont emprunté une partie de leur vocabulaire, de leurs dieux et de leur religion. Il est cependant impossible de déterminer clairement des traits proprement hattis dans les découvertes archéologiques de l'Anatolie centrale protohistorique (IIIe millénaire av. J.-C.), tant la culture matérielle de la région est homogène à cette période, même si des tentatives intéressantes ont été effectuées.
Les premières sources historiques pour la région sont celles des archives des marchands assyriens ayant établi des comptoirs en Cappadoce (XIXe et XVIIIe siècles av. J.-C.), dans un pays dominé par les Hittites-Nésites, mais où les éléments hattis sont encore présents. Il est toutefois plus logique de chercher l'habitat des Hattis dans la région qui a donné leur nom, où existe à cette époque un « royaume du Hatti », dont la capitale est située à Hattusa, la future capitale des Hittites. Ce royaume apparaît allié à une autre entité politique située plus au nord, le royaume de Zalpa. Ce premier royaume du Hatti tombe vers -1900 sous les coups du roi Anitta de Kussara, qui bat son roi Huzziya et détruit Hattusha. Si on a cherché à voir dans le nom de Huzziya un nom hatti, et qu'on a voulu faire de ce royaume une entité politique dominée par ce peuple, allant jusqu'à faire de la lutte contre les Hittites-Nésites une lutte ethnique, rien ne permet de confirmer ces dires, et peut-être que Hattusha était déjà dirigée par une dynastie hittite, comme celle qui fonde au XVIIe siècle le premier royaume hittite.

## La religion hattie
Les Hittites ont conservé des anciens rituels religieux hattis en retranscrivant cette langue en écriture cunéiforme, et en traduisant ces textes dans leur langue pour mieux les comprendre. Ces rituels, faisant référence à des mythes hattis (comme celui de la Lune tombée du Ciel) sont dans un état trop lacunaire pour être bien compris, et le vocabulaire religieux reste rebutant.
On connaît en revanche bien les noms des dieux hattis, repris par les Hittites. La Déesse-soleil d'Arinna, divinité du monde souterrain, correspond ainsi à la déesse hatti Wurushemu, son compagnon le dieu-soleil du Ciel est Eshtan. Le dieu de l'Orage, associé de manière générale à l'eau, élément fertilisateur se nomme Taru (peut-être un dérivé du hittite Tarhunta), et il a deux importants sanctuaires en pays Hatti, à Nerik et Zippalanda. Le dieu agraire hittite Télipinu, fils de Wurushemu et d'Eshtan, est sans doute d'origine hatti. Les autres dieux principaux hattis sont Wurunkatte, dieu de la guerre, Inara, le « Génie de Hattusha », Halmasuit, la « déesse-trône », et Kunzanisu, déesse lunaire.

## La langue hatti
La langue hatti est une langue agglutinante ne se rattachant à aucune famille linguistique connue. C'est donc un isolat. Elle a été parlée en Anatolie jusqu'au début du IIe millénaire avant l'ère chrétienne.
Elle s'est manifestement éteinte au profit des langues anatoliennes telles que le hittite. Elle fut néanmoins utilisée comme langue liturgique jusqu'à la chute de l'empire hittite au début du XIIe siècle av. J.-C., et fut un important substrat du hittite.
Les Hittites écrivirent le hatti au moyen de l'écriture cunéiforme en faisant précéder les passages dans cette langue du mot hattili.

## Physionomie
Certains chercheurs pensaient que les Hittites et Hattis avaient peut-être des caractéristiques physiques différentes, bien que la plupart des sociétés de l'Anatolie de l'âge du bronze soient multilingues.
En effet, les descriptions égyptiennes de la Bataille de Qadesh mentionnent des soldats Hattis au long nez alors que leurs chefs Hittites étaient différents, selon l'archéologue turc Ekrem Akurgal.